# Амирханов, Хизри Амирханович
Хизри Амирха́нович Амирха́нов (род. 29 декабря 1949, Анди, Ботлихский район, Дагестанская АССР, РСФСР, СССР) — советский и российский археолог, специалист в области палеолита Ближнего Востока, Кавказа и верхнего палеолита Восточной Европы. Доктор исторических наук (1990), профессор (1999), член-корреспондент РАН с 22 мая 2003, академик РАН с 15 ноября 2019 года по Отделению историко-филологических наук (российская история).

## Биография
Родился в селении Анди Ботлихского района Дагестанской АССР. В семье его воспитывали в традициях дагестанских горцев, рано приучив к труду и самостоятельности. Хизри учился в школах Буйнакска и Хасавюрта, окончил Андийскую среднюю школу, а в 1972 году — исторический факультет Дагестанского государственного университета.
Х. А. Амирханов возглавлял студенческое научное общество исторического факультета Дагестанского университета, первую свою работу опубликовал в 1972 году. Она была посвящена погребальному культу аварцев. К археологии он начал проявлять интерес ещё в студенческие годы. Первая его экспедиция прошла вместе с М. Г. Гаджиевым. Они проводили раскопки поселения эпохи ранней бронзы в Гагатли (Ботлихский район), затем последовали и другие экспедиции.
Трудовую деятельность Амирханов начал в 1972 году в качестве учителя истории и одновременно заместителя директора средней школы в с. Муни Ботлихского района Дагестанской АССР. Прошёл аспирантскую подготовку у В. П. Любина в Ленинградском отделении Института археологии АН СССР. С 1977 года работает в Институте археологии РАН, где последовательно занимал должности от младшего научного сотрудника до заведующего отделом. Кандидат исторических наук (1977, диссертация «Верхний палеолит Северного Кавказа и его соотношение с верхним палеолитом смежных территорий»).
В 1989 году он защитил докторскую диссертацию «Палеолит Юга Аравии», в 1992—1994 годах работал заведующим сектором палеолита и мезолита Института археологии, с 1994 года по настоящее время — заведующий созданным им отделом каменного века. В 1999 году ему было присвоено учёное звание профессора. В 2002 году Х. А. Амирханов был избран членом-корреспондентом Германского археологического института, в 2003 году — членом-корреспондентом РАН, с 2008 по 2022 год — заместитель академика-секретаря Отделения историко-филологических наук РАН, с 2021 года — руководитель секции истории.
В 2009 году Х. А. Амирханов был избран председателем Дагестанского научного центра РАН и директором Института истории, археологии и этнографии (ИИАЭ ДФИЦ РАН), с 2015 года — научный руководитель Института.
Зять Расула Гамзатова, отец Шахри Амирхановой.

## Научная деятельность
Научные интересы Х. А. Амирханова сосредоточены в области археологии и первобытной истории Кавказа, Восточной Европы и Ближнего Востока. Он занимается проблемой установления общеевропейских черт и местных особенностей культуры на ранних этапах освоения человеком Русской равнины; проявления «неолитической революции» и начала производящего хозяйства на юге современной территории России. По актуальным проблемам этих регионов и итогам экспедиционных исследований им издано более 200 научных трудов, в том числе монографии и учебно-методические пособия. Среди них важнейшими являются: «Верхний палеолит Прикубанья» (М., 1986), «Чохское поселение: Человек и его культура в мезолите и неолите Горного Дагестана» (М., 1987), «Палеолит юга Аравии» (М., 1991); «Неолит и постнеолит Хадрамаута и Махры» (М., 1997); «Зарайская стоянка» (М., 2000); «Каменный век Южной Аравии» (М., 2006); «Исследование памятников олдована на Северо-Восточном Кавказе. Предварительные результаты» (М., 2007); «Cave Al-Guza: The multilayer site of Ol-dowan in South Arabia» (М., 2008); «Исследования палеолита в Зарайске. 1999—2005» (М., 2009; в соавторстве).
Благодаря трудам, вышедшим в России, Германии, Испании, Италии, Йемене, Дании, Франции, США и в других странах, Х. А. Амирханов приобрёл известность среди российских и зарубежных исследователей. Им сделаны принципиально важные открытия, имеющие отношение к фундаментальным проблемам древнейшей истории и археологии, открыто и исследовано много десятков археологических памятников, среди которых имеются уникальные по своей научной значимости. Территориально они охватывают территорию Северного и Южного Кавказа, Западной Сибири, Казахстана, Йемена. С 1995 года по настоящее время руководит Зарайской и с 2003 года — Северокавказской экспедициями. В этих регионах он проводил значительные археологические раскопки и незамедлительно вводил в научный оборот полученные материалы. Успехи учёного в научно-исследовательской работе во многом обусловлены высокой методикой его раскопок: он чрезвычайно скрупулёзно раскапывает памятник, прослеживает и фиксирует культурные напластования и находки, проводит междисциплинарные полевые исследования.
Хизри Амирханович успешно сочетает исследовательскую деятельность с научно-организационной и преподавательской работой. В 1992—1993 годах он заведовал кафедрой этнографии и истории первобытного общества Российского открытого университета (по совместительству), в 1993/1994 учебном году читал курс «Основы археологии» на кафедре антропологии МГУ, осуществлял и ныне осуществляет научное руководство аспирантами.
Член Комиссии по верхнему палеолиту Международного союза до- и протоисториков, член Учёного и Диссертационного советов ИА РАН и ИИАЭ ДНЦ РАН, член редколлегий журналов «Российская археология», «Археология, этнография и антропология Евразии», «Восток», «Вестник истории, филологии и искусствознания», «Известия Иркутского государственного университета», «Вестник Института истории, археологии и этнографии ДНЦ РАН», «Eurasian Archaeology». Он был председателем экспертного совета Отдела наук о человеке и обществе Российского фонда фундаментальных исследований (2001—2007) и членом экспертного совета по истории Высшей аттестационной комиссии РФ (2003—2007).

## Награды
- 1997 — награждён медалью в ознаменование 850-летия Москвы;
- 1999 — присвоено Почётное звание «Заслуженный деятель науки Республики Дагестан»;
- 2000 — удостоен звания Почетный гражданин г. Зарайск Московской области;
- 2008 — присуждена Национальная премия «Достояние поколений»;
- 2014 — награждён Орденом «За заслуги перед Республикой Дагестан»;
- 2014 — награждён Орденом «Народный Герой Дагестана»;
- 2017 — присвоена Международная премия Шанхайского археологического форума;
- 2021 — удостоен общественной награды — медали «За заслуги в археологии Кавказа».

## Основные работы
Книги
- Зарайская стоянка. — М.: Научный мир, 2000. 246 с.
- Проблемы каменного века Русской равнины. — М.., 2004 (редактор)
- Каменный век Южной Аравии. — М.: Наука, 2006. — 696 с.
- Cave Al-Guza: The multilayer site of Oldowan in South Arabia. — М.: Taus, 2008. — 56 p.
- Амирханов Х. А., Ахметгалеева Н. Б., Бужилова А. П., Бурова Н. Д., Лев С. Ю., Мащенко Е. Н. Исследования палеолита в Зарайске 1999—2005. — М..: Палеограф, 2009.
- Преистория: общая характеристика и пеиодизация // Всемирная история. В 6 томах / гл. ред. А. О. Чубарьян. Институт всеобщей истории РАН. — М.: Наука, 2011. — Т. 1: Древний мир / отв. ред В. А. Головина, В. И. Уколова. — С. 15—61. — 822 с. — 1000 экз. — ISBN 978-5-02-036726-5.
- Северный Кавказ: начало преистории. — М.: Научный мир, 2016. — 244 с.

Статьи
- Проблема эволюции и периодизации верхнего палеолита Кавказа // Российская археология. — 1994. — № 4.
- «Восточный граветт» или граветтоидные индустрии Центральной и Восточной Европы? // Восточный граветт. — М.: Научный мир, 1998. — С. 15—34.
- Лев С. Ю., Амирханов Х. А. Сравнительная характеристика и стилистический анализ статуэтки бизона с Зарайской стоянки // Археология, этнография и антропология Евразии. — 2002. — № 3 (11).
- Группа «дин» и группа «ден»: некоторые диалектологические и археолингвистические данные к этнической истории андийцев // Горизонты современного гуманитарного знания: Сборник трудов в честь 80-летия академика Г. Г. Гамзатова. — М.: Наука. — С. 383—393.
- Амирханов Х. А., Лев С. Ю. Статуэтка бизона из Зарайской стоянки: археологический и знаково-символический аспекты изучения // Российская археология. — 2003. — № 1.
- Этноархеологический анализ традиционного стойбища бедуинов Махры (Южная Аравия) // Arabia Vitalis. Арабский Восток, ислам, древняя Аравия. — М., 2005. — С. 296—307.
- Амирханов Х. А., Трубихин В. М., Чепалыга А. Л. Палеомагнитные данные к датировке многослойной стоянки раннего плейстоцена Айникаб 1 (Центральный Дагестан) // Древнейшие миграции человека в Евразии. — Новосибирск: Изд-во ИАЭТ СО РАН, 2009. — С. 36—41.
- Чепалыга А. Л., Амирханов Х. А., Садчикова Т. А., Трубихин В. М., Пирогов А. Н. Геоархеология олдувайских стоянок горного Дагестана // Бюллетень Комиссии по изучению четвертичного периода. — М.: ГЕОС, 2013. — № 72. — С. 73—94.
- Amirkhanov H.A., Ozherelyev D.V., Gribchenko Yu.N., Sablin M.V., Trubikhin V., Semenov V.V. Early Humans at the eastern gate of Europe: The discovery and investigation of Oldovan sites in northern Caucasus // Palevol, 2014; vol. 13, issue 8, pp. 717—725.